# Indigofera candolleana
Indigofera candolleana är en ärtväxtart som beskrevs av Meissner. Indigofera candolleana ingår i släktet indigosläktet, och familjen ärtväxter. Inga underarter finns listade i Catalogue of Life.